# Miura Sakura
Miura Sakura (水卜 さくら (Thủy-Bốc Anh) 30 tháng 11 năm 1997  –) là một nữ diễn viên khiêu dâm người Nhật Bản. Cô xuất thân từ Tokyo. Cô thuộc về công ti ARCHE Production. Nickname của cô là Mito-chan (ミトちゃん)

## Sự nghiệp
7/4/2017, cô ra mắt ngành phim khiêu dâm với phim "(Phim khiêu dâm không tưởng) Bộ ngực Cup G trong suốt trắng hồng chà xát một cách điên rồ không thể tin nổi" (『AV無理』透き通る白桃Gカップおっぱいムチャクチャ騙し揉み) của hãng "Miman" (未満).
7/5/2017, cô ra mắt với tư cách là nữ diễn viên khiêu dâm của hãng S1 với phim "Tân binh NO.1 STYLE Miura Sakura ra mắt ngành phim khiêu dâm" (新人NO.1STYLE 水卜さくらAVデビュー). Trong một cuộc phỏng vấn, cô nói rằng lí do cô trở thành nữ diễn viên khiêu dâm là do cô "thích các nam diễn viên khiêu dâm".
Tháng 2/2018, cô chuyển hãng phim từ S1 sang MOODYZ. Tháng 5 cùng năm, cô nhận giải Nữ diễn viên mới xuất sắc nhất tại Giải thưởng phim người lớn DMM 2018.
1/3/2019, cô được đề cử cho giải Nữ diễn viên tốt nhất của Giải thưởng phim người lớn FANZA 2019. Cô đã nhận giải Media hôm đó.
Tháng 4/2021, cô xếp thứ 5 trong bảng "bầu cử nữ diễn viên phim khiêu dâm SEXY đang hoạt động 2021" của Asahi Geino. Tháng 8 cùng năm, cô xếp thứ 15 trong "Bảng xếp hạng FLASH 2021 diễn viên nữ gợi cảm chọn bởi 300 độc giả".
Tháng 10/2021, trong bảng xếp hạng sàn video FANZA hàng tuần ngày 11/10, phim của cô "Là một giáo viên chủ nhiệm, tôi chịu thua sự cám dỗ của các học sinh và cuối cùng đã quan hệ tình dục qua lại nhiều lần tại một nhà nghỉ sau giờ học... Miura Sakura" (担任教師の僕は生徒の誘惑に負けて放課後ラブホで何度も、何度も、セックスしてしまった… 水卜さくら) đã xếp thứ nhất.
Tháng 5/2022, cô xếp thứ 8 trong bảng "bầu cử nữ diễn viên phim khiêu dâm SEXY đang hoạt động 2022" của Asahi Geino.
Tháng 10/2022, trong bảng xếp hạng bán hàng qua bưu điện của FANZA hàng tuần ngày 10/10, phim của cô "Khi một cô hàng xóm ngực lớn người luôn ra nhà tắm công công tắm nhờ, tôi nhìn trộm cơ thể Cup G của cô và làm ướt người và tóc cô!! Miura Sakura" đã xếp thứ nhất.

## Đời tư
Người ta nói rằng ngực cô đã phát triển kể từ khi cô 12 tuổi và cô chưa từng nâng ngực. Ngoài ra, cô cũng được nói là thường chạm vào ngực của bản thân khá nhiều.
Lần đầu cô thủ dâm là khi cô học cấp hai. Lần đầu tiên cô hẹn hò là vào năm hai cấp ba.
Các vai diễn cô muốn đóng trong phim khiêu dâm là y tá và nữ phục vụ.
Cô có một tính cách khá tự linh động, thích hoạt động một mình hơn là theo các nhóm ví dụ như đi Disneyland một mình.
Nhà văn Mori Tetsuya nói cô là một "đại diện cho nhưng bộ ngực lớn bị ẩn giấu", do người cô nhỏ nhắn và số đo ngực là 79 cm nên ngực cô không trông quá lớn khi mặc quần áo, và ngực cô được miêu tả là khi trần có một hình dạng phổ biến với mọi người. Hình ảnh của cô thường được sử dụng trong các phiên bản tổng hợp hay nhất và các tổng tập phim khiêu dâm.